# VfB Leipzig

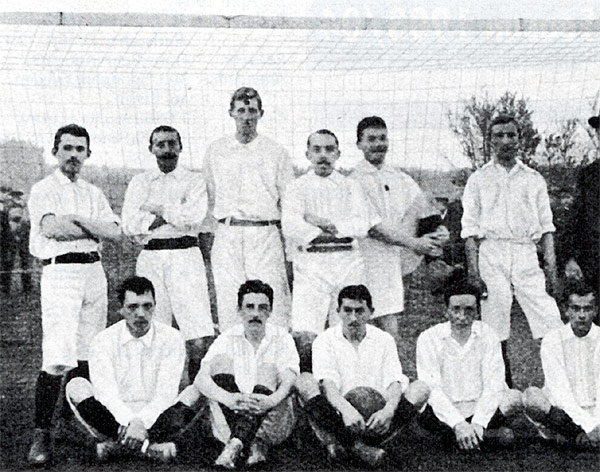
Kampioensteam van 1903

VfB Leipzig was een Duitse voetbalclub uit de deelstaat Saksen en bestond van 1896 tot 1946 en van 1991 tot 2004. De club was de eerste Duitse landskampioen en zou in totaal drie titels winnen.

## Overzicht
VfB was de absolute topclub in het Duitse voetbal van voor de Eerste Wereldoorlog. De club kroonde zich in 1903 tot eerste Duitse kampioen en haalde daarna nog twee landstitels binnen en werd ook drie keer vicekampioen. De club plaatste zich elk jaar voor de eindronde om het kampioenschap van Midden-Duitsland en nam slechts drie keer niet deel aan de eindronde (1908, 1909, 1912). Sinds 1922 speelt de club in het VfB Stadion, tegenwoordig Bruno-Plache-Stadion.
Tot aan het einde van de Tweede Wereldoorlog bleef de club een subtopper. Na de oorlog werden de Duitse clubs ontbonden en VfB werd niet meer heropgericht. Na de Duitse hereniging nam de toenmalige DDR-Oberliga-club 1. FC Lokomotive Leipzig de legendarische naam VfB aan. Hoogtepunt was de promotie naar de Bundesliga in 1993, helaas slechts voor één seizoen. In 1999 geen de club een eerste keer failliet en in 2004 een tweede keer en viel het doek definitief voor de club.
1. FC Lokomotive Leipzig (1966-1991) is de officiële voorganger van het nieuwe VfB dat in 1991 opgericht werd en is ook de onofficiële opvolger van het oude VfB (1893-1945) en het nieuwe (1991-2004).

## Geschiedenis

### 1896-1918
Op 13 mei 1896 werd de club opgericht. De eerste wedstrijd van de club werd gespeeld op 5 juli 1896 tegen Leipziger BC 1893 en werd met 3-1 gewonnen. Op 7 juli was de club een van de stichtende leden van de Leipzigse voetbalbond. De bond richtte een kampioenschap in, waaraan buiten VfB ook nog LBC 1893, FC Wacker en FC Lipsia deelnamen. In 1898 fuseerde de club met Sportbrüdern, een club die in 1893 opgericht werd. De club speelde nu onder de naam VfB Sportbrüdern Leipzig. In 1900 werd de fusie opgeheven wegens financiële tegenstrijdigheden tussen beide besturen, maar de club gebruikte wel nog 1893 als oprichtingsdatum. De club kon geen successen behalen in de kampioenschappen die de Leipzigse voetbalbond organiseerde.
Van dan af aan explodeerde het voetballende vermogen van de club onder speler-trainer Theodor Schöffler, die conditie en speelvermogen hoog in het vaandel droeg. Vanaf 1901 ging de club in de competitie van Noordwest-Saksen spelen, waar ook clubs van buiten Leipzig in speelden. Deze competitie werd ingericht door de Midden-Duitse voetbalbond. In het eerste seizoen moest VfB Wacker nog voorlaten gaan met één punt, maar in 1902/03 werd VfB afgetekend kampioen met het maximum van de punten. Hierdoor plaatste de club zich voor de Midden-Duitse eindronde, waar de club Dresdner SC met 0-4 versloeg en ging door naar de allereerste nationale eindronde.
Ondanks dat het noodlot toesloeg voor de club, trainer en spilfiguur Schöffler overleed begin mei, waren de spelers topfit. Nadat Britannia 92 Berlin (3-1) en Altona 93 (6-3) verslagen werden stond de club op 31 mei in de finale. Tegenstander in de finale was DFC Praag dat, hoewel het een club was uit Oostenrijk-Hongarije, mocht deelnemen omdat er anders te weinig deelnemers waren aan de eindronde. VfB versloeg Deutscher FC Praag met 7-2 en mocht zich als eerste tot landskampioen van het Duitse Rijk kronen. Heinrich Riso scoorde zelfs een hattrick in de finale. 
Kampioensploeg 1903: Dr. Ernst Raydt - Erhard Schmidt, Arthur Werner - Wilhelm Rößler, Walter Friedrich, Otto Braune - Georg Steinbeck,
Bruno Stanischewski, Heinrich Riso, Adelbert Friedrich, Ottomar Assmus
In 1903/04 maakt de club kans om zijn titel te verlengen, maar de finale tegen Britannia 92 werd afgelast na een protest van Karlsruher FV omdat de regel dat alle wedstrijden op neutraal terrein gespeeld moesten worden niet werd toegepast, omdat het financieel niet haalbaar was. Of Leipzig daadwerkelijk de titel had kunnen verlengen is helemaal niet zeker. Leipzig won de voorgaande wedstrijden met zuinige zeges terwijl Britannia de tegenstrever van het veld speelde.
In 1904/05 moest de club Hallescher FC 1896 en stasrivaal Wacker voor laten gaan. Echter was de club wel nog voor de nationale eindronde geplaatst. VfB ging meteen naar de kwartfinale tegen FuCC Eintracht Braunschweig, maar trok zich terug vanwege de hoge reiskosten. In 1905/06 werd de club Midden-Duits kampioen, echter zonder glans omdat tegenstrever Dresdner SC zich teruggetrokken had. In de nationale eindronde trok de club echter weer aan het langste eind na overwinningen op BFC Norden-Nordwest, BFC Hertha 92 en 1. FC Pforzheim. Ook in 1906/07 was de club van de partij, als titelverdediger en Midden-Duits kampioen. Freiburger FC zorgde echter voor een voortijdige uitschakeling. In Noordwest-Saksen werd de competitie in 1907/08 in twee groepen verdeeld. VfB eindigde samen met LBC 1893 op de eerste plaats en gaf deze club een veeg uit de pan met 6:1 in de beslissende wedstrijd. In de finale tegen andere groepswinnaar Wacker kreeg de club zelf een pak slaag (3:7) en zo plaatste de club zich voor het eerst niet voor de nationale eindronde. Het volgende seizoen pakte de club weerwraak op Wacker in de reguliere competitie. Echter was de competitie zo uitgelopen dat de club niet meer kon deelnemen aan de Midden-Duitse eindronde. In 1909/10 won de club de competitie in de finale tegen BV Olympia. Na een nieuwe Midden-Duitse eindronde nam de club ook weer aan de nationale eindronde deel en verloor meteen van FC Phönix Karlsruhe. Na dit seizoen werden de twee groepen in Noordwest-Saksen weer samengevoegd en VfB werd autoritair kampioen. Na een Midden-Duitse finalewinst tegen Wacker Halle stootte de club andermaal door naar de nationale eindronde. Na overwinningen op FC Askania Forst en Karlsruher FV bereikte de club opnieuw de finale en stond daarin tegenover Berlinfer TuFC Viktoria dat met 3:1 te sterk was voor de club. In 1911/12 werd SpVgg 1899 Leipzig-Lindenau kampioen waardoor het seizoen van VfB voortijdig afgelopen was. Ook het volgende seizoen leek SpVgg 1899 roet in het eten te gooien, beide clubs eindigden bovenaan de rangschikking, maar VfB werd kampioen door een beter doelsaldo. Na Dresdner Fußballring verslagen te hebben kegelde de club rivaal SpVgg uit de eindronde en werd later ook Midden-Duits kampioen. In de eindronde om de landstitel versloeg de club Askania Forst met 0:5 en nam in de halve finale wraak op Viktoria 1889 voor de verloren finale van twee jaar eerder. In de finale in München won de club met 3:1 van SpV Duisburg en kroonde zich zo voor de derde en laatste maal tot kampioen. Het volgende seizoen verliep teleurstellend met slechts een gedeelde vierde plaats in de competitie. Als titelverdediger mocht de club wel naar de eindrondeen won daar met zware cijfers (9:0 tegen Falkensteiner BC, 11:0 tegen Hohenzollern Weißenfels). In de finale verloor de club van SpVgg 1899, de eerste keer dat de club de Midden-Duitse finale verloor. VfB mocht evenzeer opdraven in de nationale eindronde waar de club SV Prussia-Samland Königsberg met 1:4 versloeg en in de halve finale opnieuw won van SpV Duisburg. In de finale namen ze het op tegen SpVgg Fürth. Karl Franz opende na 17 minuten de score en lange tijd bleef Fürth aan de leiding tot Eduard Pendorf in de 83ste minuut gelijk maakte. Hierdoor kwamen er verlengingen waarin beide clubs scoorden. Na 120 minuten werd volgens de toenmalige regels telkens een verlenging van 10 minuten gespeeld tot een goal viel. In de 153ste minuut scoorde Karl Franz het verlossende doelpunt waardoor Fürth na een ellenlange thriller de eerste landstitel binnen haalde. Enkele maanden later kwam de held van het toernooi, Franz om nadat de Eerste Wereldoorlog uitgebroken was. 
Na het uitbreken van de Eerste Wereldoorlog werd het voetbal in het Duitse Rijk stilgelegd. Van de 586 clubleden vochten er 245 in de oorlog. Vier spelers van de kampioensploeg van 1913 sneuvelden. De reguliere competitie liep wel gewoon verder. Na een teleurstellende zesde plaats eindigde de club twee jaar in de subtop, maar het was nu SV Eintracht Leipzig dat de titels haalde. In 1917/18 won de club wel nog het kampioenschap met twee punten voorsprong op Eintracht. Midden-Duitse eindronde bereikte de club de finale die gewonnen werd van Hallescher FC 1896.

### 1918-1945
De club slaagde er niet in om een even sterk elftal op te bouwen als voor de oorlog. De eerste regionale titel werd gewonnen door SpVgg 1899 maar in 1919/20 werd VfB weer kampioen. De Midden-Duitse eindronde werd nu in een groepsfase gespeeld en ook hier werd VfB kampioen waardoor ze zich voor de eerste naoorlogse nationale eindronde plaatsten. De club verloor meteen van nieuwe supermacht 1. FC Nürnberg dat de jaren twintig zou domineren met vijf landstitels.
In 1922 werd het nieuwe VfB-Stadion in gebruik genomen wat een nieuw toeschouwersrecord met zich mee bracht. Na een nieuwe titel in 1925 werd de club in de finale tegen 1. SV Jena weer regionaal kampioen, SpVgg Falkenstein werd zelfs met 16:0 van het veld gespeeld. In de nationale eindronde ging de club meteen onderuit tegen Breslauer SC 08. Nadat Fortuna Leipzig een jaar de titel won was de club opnieuw van de partij in de eindronde in 1927 en won de finale met 4:0 van Chemnitzer BC. In de nationale eindronde won de club met 3:0 van Breslauer FV Stern 06 en verloor dan met diezelfde cijfers van TSV 1860 München. Na twee mindere seizoenen werd de club opnieuw kampioen in 1929/30, de competitie heette intussen Groot-Leipzigs kampioenschap. VfB stootte door naar de finale maar verloor daar van Dresdner SC. Omdat de club de Midden-Duitse beker gewonnen had mochten ze wel nog naar de nationale eindronde, waar de club met 4:3 verloor van Holstein Kiel. Het volgende seizoen moest de club de titel laten aan de Leipziger Sportfreunde en werd in 1931/32 zelfs teleurstellend zevende. In 1932/33 herpakte de club zich met een tweede plaats achter Wacker. Dit kwam net op tijd want de NSDAP kwam aan de macht in Duitsland. De Midden-Duitse voetbalbond werd ontbonden en de talloze competities ook. Voor de regio Saksen kwam er de Gauliga Sachsen als hoogste klasse, die verschillende competities samen bracht. Uit Groot-Leipzig mochten enkel de eerste twee, waardoor VfB zich net kwalificeerde.
Hoewel de clubs uit Leipzig de Midden-Duitse kampioenschappen domineerden bleken ze toch minder sterk te zijn in de Gauliga, geen enkele club kon de titel behalen. In het eerste seizoen werd VfB nog gedeeld eerste, maar moest de titel aan Dresdner SC laten wegens een beter doelsaldo. In 1936 liet de club nog van zich horen door het winnen van de Tschammer-Pokal (huidige DFB-Pokal). Op weg naar de overwinning werden zeven clubs verslagen waaronder vier regerende Gauligakampioenen. Door de Olympische Spelen die dat jaar in Berlijn plaatsvonden werd de finale pas in 1937 gespeeld. Op 3 januari 1937 won de club van het oppermachtige Schalke 04 voor 60 000 toeschouwers (waarvan 4000 fans uit Leipzig) in het Olympiastadion van Berlijn met 2-1. Na een aantal seizoenen in de middenmoot werd VfB opnieuw vicekampioen in 1938/39. Hierna zakte de club langzaam weg tot in 1943/44 de club voor het eerst in de geschiedenis op een degradatieplaats eindigde. Echter bleef de club in de Gauliga omdat deze verder uitgesplitst werd wegens de perikelen tijdens de Tweede Wereldoorlog. Dit laatste seizoen werd echter voortijdig afgebroken.

### 1945-1991
In het voorjaar van 1946 werd SG Probstheida opgericht door ex-spelers van VfB. Tot 1963 werd de naam verschillende malen veranderd (BSG Erich Zeigner Probstheida, BSG Einheit Ost, SC Rotation Leipzig). Na een fusie tussen SC Rotation en SC Lokomotive speelde de club vanaf 1963 onder de naam SC Leipzig en vanaf 1966 als diens opvolger Lokomotive Leipzig.
Na de politieke wending van de DDR en de eenmaking van Duitsland veranderden bijna alle clubs hun naam of namen opnieuw de naam van voor 1945 aan.

### 1991-2004
Op 1 juni 1991 nam Lokomotive de naam VfB Leipzig aan om de club die vroeger zo succesvol was te eren. In het laatste seizoen van de DDR-Oberliga werd de club zevende en plaatste zich voor de 2. Bundesliga in het nieuwe verenigde Duitsland.
Na twee seizoenen werd de club derde en promoveerde zo naar de Bundesliga maar werd daar laatste, de club kon slechts drie wedstrijden winnen, telkens met 1-0 tegen Dortmund, KSC en Frankfurt.
Vanaf 1994 probeerde de club, steeds tevergeefs, door trainer- en spelerswissels de promotie te bereiken. In 1998 volgde echter een degradatie naar de Regionalliga Nordost. Daar werd een tweede plaats bereikt maar door de schuldenberg van 19 miljoen mark leek een faillissement de enige oplossing. Door een Regionalligaherstructurering belandde de club in de Oberliga (vierde klasse).
Van 2000 tot 2003 speelde de club in de Oberliga Nordost-Süd in de bovenste tabelhelft maar bereikte nooit de eerste plaats. Door inconsequentie bij het faillissement uit 1999 zat de club weer met een schuldenberg en op 21 april 2004 werd de club opgeheven, hiermee was de eerste Duitse kampioen voorgoed geschiedenis.
Lokomotive Leipzig werd als nieuwe club opgericht als onofficiële opvolger van VfB.

## Erelijst
- Landskampioen

1902/03, 1905/06, 1912/13
- Tschammerpokal

1936
- Kampioen Midden-Duitsland

1903, 1904, 1906, 1907, 1910, 1911, 1913, 1918, 1920, 1925, 1927
- Kampioen Noordwest-Saksen, of Gaumeister Leipzig

1903, 1904, 1906, 1907, 1909, 1910, 1911, 1913, 1918,1920, 1923, 1925, 1927, 1930
- Sachsenpokal

1996 (reserve-elftal)

## Bekende ex-spelers
- Jörg Wunderlich